# Escuela Técnica Superior de Ingenieros de Armas Navales
La Escuela Técnica Superior de Ingenieros de Armas Navales (ETSIAN) es un centro de formación perteneciente a la Armada Española. Tiene una finalidad de escuela superior de conocimientos específicos de ingeniería.

## Historia
En el año 1943 se crea la Escuela y también el Cuerpo Facultativo de Armas Navales, debido a la necesidad de modernizar el Cuerpo de Artillería de la Armada. En 1949, se le cambia el nombre por el de Cuerpo de Ingenieros de Armas Navales.
Durante las siguientes décadas, la Escuela Técnica Superior de Ingenieros de Armas Navales (nombre que recibe a partir de 1964) sufre varias reestructuraciones tanto desde la organización interna como la normativa legal, lo que le supone a la ETSIAN ser el centro de formación militar precursor en España en adoptar las nuevas medidas a finales del siglo XX.

## Función y finalidad
Su función y finalidad es la de proporcionar la formación necesaria para la obtención de la Especialidad de Armas Navales por parte de los nuevos oficiales del Cuerpo de Ingenieros de la Armada. Por otro lado, también imparten enseñanzas de perfeccionamiento a lo largo de la carrera militar. La ETSIAN otorga dos títulos, el de Ingeniero de Armas Navales y el de Doctor por la ETSIAN, ambos regulados oficialmente en España desde 1998.
La dirección de la Escuela la desempeña un Capitán de Navío (Comandante-Director).
Además de las enseñanzas regladas, la ETSIAN realiza seminarios, conferencias y cursos que permiten una actualización constante de conocimientos en el campo de los Sistemas de Armas.